# PR-670
A Rodovia PR-670 é uma estrada pertencente ao governo do Paraná, que faz a ligação entre a BR-277 e a cidade de Diamante do Sul.

## Denominação
- Rodovia Isidoro Koprowski, no trecho entre a BR-277 e Diamante do Sul, de acordo com a Lei Estadual 16.942 de 08/11/2011.[1]

## Trechos da Rodovia
A rodovia possui uma extensão total de aproximadamente 45,1 km (dos quais 32,6 km são apenas planejados), podendo ser dividida em 2 trechos, conforme listados a seguir:
| Ponto de referência  | Extensão do trecho | Extensão acumulada | Situação    |
| -------------------- | ------------------ | ------------------ | ----------- |
| Entroncamento BR-277 | ---                | 0 km               | ---         |
| Diamante do Sul      | 12,5 km            | 12,5 km            | Pavimentado |
| Laranjal             | 32,6 km            | 45,1 km            | Planejado   |

Extensão construída: 12,5 km (27,72%)
Extensão pavimentada: 12,5 km (27,72%)